# Pascal Vahirua
Pascal Vahirua (ur. 9 marca 1966 w Papeete na wyspie Tahiti) – francuski piłkarz grający na pozycji prawoskrzydłowego lub napastnika. Pascal Vahirua jest kuzynem Maramy Vahiruy, byłego zawodnika FC Nantes i OGC Nice, a obecnie reprezentującego barwy FC Lorient.

## Kariera klubowa
Vahirua urodził się na wyspie Tahiti. Swoją karierę piłkarską rozpoczął w amatorskich klubach AS Mateiea, a następnie Vataka W 1982 roku trafił do szkółki piłkarskiej francuskiego AJ Auxerre i w 1985 roku wygrał Coupe Gambardella. Jeszcze w 1984 roku awansował do kadry pierwszej drużyny, prowadzonej wówczas przez trenera Guya Rouxa. W rozgrywkach Ligue 1 zadebiutował 25 września w wygranym 3:1 meczu ze Stade Brestois 29. Od sezonu 1986/1987 był podstawowym zawodnikiem Auxerre i stworzył atak wraz z Érikiem Cantoną. W sezonie 1993/1994 osiągnął z Auxerre po swój pierwszy większy sukces w piłkarskiej karierze, gdy zdobył Puchar Francji. Jednak następny sezon był jego ostatnim w barwach Auxerre i łącznie rozegrał dla tego klubu 287 meczów i strzelił 53 gole w rozgrywkach Ligue 1.
Latem 1995 roku Vahirua zmienił barwy klubowe i odszedł do drugoligowego zespołu SM Caen. Początkowo grał tam w pierwszym składzie i wywalczył awans do pierwszej ligi w 1996 roku, ale po degradacji klubu w 1997 stracił miejsce w jedenastce i częściej grywał w amatorskich rezerwach Caen. W 1999 roku wyjechał do greckiego Atromitosu i grał w nim przez dwa lata. W 2001 roku wrócił do Francji i najpierw występował w amatorskim Tours FC, a od 2002 roku w Stade Auxerre. W 2005 roku zakończył piłkarską karierę.
| Sezon   | Klub            | Kraj    | Rozgrywki     | Mecze | Bramki |
| ------- | --------------- | ------- | ------------- | ----- | ------ |
| 1984/85 | AJ Auxerre      | Francja | Ligue 1       | 1     | 0      |
| 1985/86 | AJ Auxerre      | Francja | Ligue 1       | 4     | 0      |
| 1986/87 | AJ Auxerre      | Francja | Ligue 1       | 26    | 8      |
| 1987/88 | AJ Auxerre      | Francja | Ligue 1       | 35    | 9      |
| 1988/89 | AJ Auxerre      | Francja | Ligue 1       | 34    | 6      |
| 1989/90 | AJ Auxerre      | Francja | Ligue 1       | 29    | 4      |
| 1990/91 | AJ Auxerre      | Francja | Ligue 1       | 37    | 6      |
| 1991/92 | AJ Auxerre      | Francja | Ligue 1       | 35    | 2      |
| 1992/93 | AJ Auxerre      | Francja | Ligue 1       | 32    | 5      |
| 1993/94 | AJ Auxerre      | Francja | Ligue 1       | 34    | 10     |
| 1994/95 | AJ Auxerre      | Francja | Ligue 1       | 20    | 1      |
| 1995/96 | SM Caen         | Francja | Ligue 2       | 40    | 2      |
| 1996/97 | SM Caen         | Francja | Ligue 1       | 25    | 1      |
| 1997/98 | SM Caen         | Francja | Ligue 2       | 9     | 1      |
| 1998/99 | SM Caen         | Francja | Ligue 2       | 0     | 0      |
| 1999/00 | Atromitos Ateny | Grecja  | Alpha Ethniki | ?     | ?      |
| 2000/01 | Atromitos Ateny | Grecja  | Alpha Ethniki | ?     | ?      |
| 2001/02 | Tours FC        | Francja | CFA           | 11    | 1      |

## Kariera reprezentacyjna
W reprezentacji Francji Vahirua zadebiutował 21 stycznia 1990 roku w wygranym 1:0 towarzyskim meczu z Kuwejtem. W 1992 roku został powołany przez selekcjonera Michela Platiniego do kadry na Euro 92 i wystąpił tam w meczach ze Szwecją (1:1) i z Danią (1:2). Swój ostatni mecz w kadrze „Tricolores” rozegrał 22 marca 1994 przeciwko Chile (3:1). Łącznie wystąpił w niej 22 razy i strzelił jednego gola.